# Zofia Blicharska
Zofia Blicharska (ur. 22 sierpnia 1990) – polska lekkoatletka specjalizująca się w wieloboju.

## Kariera
Reprezentowała Polskę w pucharze Europy w wielobojach. 
Medalistka mistrzostw Polski seniorów – 2010 roku zdobyła brązowy medal w siedmioboju (Opole 2010). Posiada jeden tytuł halowej wicemistrzyni Polski seniorek w pięcioboju (Spała 2010). Ma na koncie medale akademickich mistrzostw kraju oraz czempionatu juniorów.
Rekordy życiowe: siedmiobój – 5383 pkt. (27 maja 2012, Białogard); pięciobój – 3797 pkt. (27 lutego 2010, Spała).

## Osiągnięcia
| Rok  | Impreza                                | Miejsce    | Konkurencja | Pozycja     | Wynik     | Źródło |
| ---- | -------------------------------------- | ---------- | ----------- | ----------- | --------- | ------ |
| 2010 | Superliga pucharu Europy w wielobojach | Tallinn    | siedmiobój  | 26. miejsce | 5212 pkt. | [ 3 ]  |
| 2011 | I liga pucharu Europy w wielobojach    | Bressanone | siedmiobój  | DNF         | –         | [ 4 ]  |